# 4 x 100 meter frisim för herrar i simning vid olympiska sommarspelen 2020
Herrarnas 4×100 meter frisim vid olympiska sommarspelen 2020 avgjordes 25–26 juli 2021 i Tokyo Aquatics Centre.
Det var 13:e gången 4×100 meter frisim fanns med som en gren vid OS. Grenen hölls först mellan 1964 och 1972 och har sedan 1984 varit med i varje upplaga av olympiska sommarspelen.

## Rekord
Före tävlingarna gällde dessa rekord:
| Världsrekord     | - USA - Michael Phelps (47,51) - Garrett Weber-Gale (47,02) - Cullen Jones (47,65) - Jason Lezak (46,06) | 3.08,24 | Peking, Kina | 11 augusti 2008 | [ 2 ] [ 3 ] |
| Olympiskt rekord | - USA - Michael Phelps (47,51) - Garrett Weber-Gale (47,02) - Cullen Jones (47,65) - Jason Lezak (46,06) | 3:08.24 | Peking, Kina | 11 augusti 2008 | [ 2 ] [ 3 ] |

Inga nya rekord slogs under tävlingen.

## Schema
Alla tiderna är UTC+9.
| Datum                | Tid   | Omgång      |
| -------------------- | ----- | ----------- |
| Söndag, 25 juli 2021 | 20:30 | Försöksheat |
| Måndag, 26 juli 2021 | 12:05 | Final       |

## Resultat

### Försöksheat
Lagen med de 8 bästa tiderna gick vidare till final.
| Placering | Heat | Bana | Nation         | Simmare                                                                                                  | Tid     | Noteringar |
| --------- | ---- | ---- | -------------- | --- | ------- | ---------- |
| 1         | 1    | 5    | Italien        | Alessandro Miressi (47,46) Santo Condorelli (47,90) Lorenzo Zazzeri (47,29) Manuel Frigo (47,64)         | 3.10,29 | Q, 0NR0    |
| 2         | 2    | 4    | USA            | Brooks Curry (48,84) Blake Pieroni (47,71) Bowen Becker (47,59) Zach Apple (47,19)                       | 3.11,33 | Q          |
| 3         | 2    | 5    | Australien     | Cameron McEvoy (49,18) Zac Incerti (47,64) Alexander Graham (48,44) Kyle Chalmers (46,63)                | 3.11,89 | Q          |
| 4         | 1    | 6    | Frankrike      | Clément Mignon (48,58) Maxime Grousset (47,41) Charles Rihoux (48,27) Mehdy Metella (48,09)              | 3.12,35 | Q          |
| 5         | 1    | 3    | Brasilien      | Breno Correia (48,67) Pedro Spajari (48,15) Gabriel Santos (48,43) Marcelo Chierighini (47,34)           | 3.12,59 | Q          |
| 6         | 2    | 6    | Ungern         | Kristóf Milák (48,56) Szebasztián Szabó (48,44) Richárd Bohus (48,27) Nándor Németh (47,46)              | 3.12,73 | Q          |
| 7         | 2    | 2    | Kanada         | Brent Hayden (48,51) Joshua Liendo (47,67) Ruslan Gaziev (49,04) Yuri Kisil (47,78)                      | 3.13,00 | Q          |
| 8         | 1    | 4    | ROC            | Vladislav Grinev (48,39) Andrej Minakov (47,48) Vladimir Morozov (48,13) Aleksandr Shchegolev (49,13)    | 3.13,13 | Q          |
| 9         | 2    | 3    | Storbritannien | Matthew Richards (48,23) James Guy (48,03) Joe Litchfield (49,41) Jacob Whittle (47,50)                  | 3.13,17 |            |
| 10        | 1    | 7    | Serbien        | Velimir Stjepanović (48,74) Andrej Barna (47,50) Uroš Nikolić (48,94) Nikola Aćin (48,53)                | 3.13,71 | 0NR0       |
| 11        | 1    | 8    | Polen          | Karol Ostrowski (48,67) Kacper Majchrzak (49,02) Konrad Czerniak (48,51) Jakub Kraska (47,68)            | 3.13,88 | 0NR0       |
| 12        | 2    | 1    | Nederländerna  | Nyls Korstanje (49,15) Stan Pijnenburg (47,35) Thom de Boer (49,39) Jesse Puts (48,18)                   | 3.14,07 |            |
| 13        | 1    | 1    | Japan          | Katsumi Nakamura (48,56) Shinri Shioura (48,63) Akira Namba (48,66) Kaiya Seki (48,59)                   | 3.14,44 |            |
| 14        | 2    | 7    | Schweiz        | Roman Mityukov (48,46) Nils Liess (49,17) Noè Ponti (48,62) Antonio Djakovic (48,40)                     | 3.14,65 |            |
| 15        | 1    | 2    | Grekland       | Andreas Vazaios (48,65) Kristian Gkolomeev (47,95) Odysseus Meladinis (49,69) Apostolos Christou (49,00) | 3.15,29 |            |
| 16        | 2    | 8    | Tyskland       | Damian Wierling (48,96) Marius Kusch (48,71) Christoph Fildebrandt (48,72) Jan Eric Friese (48,95)       | 3.15,34 |            |

### Final
| Placering | Bana | Nation     | Simmare                                                                                             | Tid     | Noteringar |
| --------- | ---- | ---------- | --------------------------------------------------------------------------------------------------- | ------- | ---------- |
| 1         | 5    | USA        | Caeleb Dressel (47,26) Blake Pieroni (47,58) Bowe Becker (47,44) Zach Apple (46,69)                 | 3.08,97 |            |
| 2         | 4    | Italien    | Alessandro Miressi (47,72) Thomas Ceccon (47,45) Lorenzo Zazzeri (47,31) Manuel Frigo (47,63)       | 3.10,11 | 0NR0       |
| 3         | 3    | Australien | Matthew Temple (48,07) Zac Incerti (47,55) Alexander Graham (48,16) Kyle Chalmers (46,44)           | 3.10,22 |            |
| 4         | 1    | Kanada     | Brent Hayden (47,99) Joshua Liendo (47,51) Yuri Kisil (47,15) Markus Thormeyer (48,17)              | 3.10,82 | 0NR0       |
| 5         | 7    | Ungern     | Kristóf Milák (48,24) Szebasztián Szabó (47,44) Richárd Bohus (47,81) Nándor Németh (47,57)         | 3.11,06 | 0NR0       |
| 6         | 6    | Frankrike  | Maxime Grousset (47,52) Florent Manaudou (47,62) Clément Mignon (48,01) Mehdy Metella (47,94)       | 3.11,09 |            |
| 7         | 8    | ROC        | Andrej Minakov (47,71) Vladislav Grinev (47,94) Vladimir Morozov (48,15) Kliment Kolesnikov (48,40) | 3.12,20 |            |
| 8         | 2    | Brasilien  | Breno Correia (48,69) Pedro Spajari (48,24) Gabriel Santos (48,76) Marcelo Chierighini (47,72)      | 3.13,41 |            |